# Síndrome de Menkes
La síndrome de Menkes o síndrome dels cabells cargolats o síndrome dels cabells de filferro, descrita per John Menkes l'any 1962, és una malaltia provocada per un trastorn multisistèmic mortal en el metabolisme del coure.
Concretament, és deguda a una deficiència dels nivells normals de coure provocada per una mutació del gen que codifica l'ATP7A que es troba en el cromosoma X, per tant és hereditària. És una malaltia recessiva que es manifesta amb una major prevalença en homes que en dones, ja que les dones han de presentar dos al·lels recessius per manifestar la malaltia.

## Història de la Síndrome de Menkes
Als anys trenta, veterinaris d'Austràlia van descriure la importància del coure en el desenvolupament neurològic dels mamífers a través de l'associació d'una deficiència del coure amb una malaltia desmielinitzant en corders.
Als anys 40, Danks, un físic, va identificar la síndrome com un desenvolupament neurològic anormal degut a la deficiència del coure. El seu reconeixement es va fonamentar en el cabell inusual dels nounats, que tenia una textura similar a la llana de les ovelles identificades a Austràlia. Llavors va mesurar els sèrums de 7 malalts i en tots va trobar concentracions pobres en coure.
L'any 1962, Menkes i els seus col·laboradors de la Universitat de Colúmbia van descriure la malaltia després d'estudiar a 5 nadons barons d'una família anglesa-irlandesa amb una síndrome neurològica degenerativa distintiva; cabell peculiar, fràgil i escàs. Al néixer i en els primers mesos de vida aparentaven normalitat, però les seqüències de convulsions i una regressió en el desenvolupament, va provocar la seva mort al voltant dels 7 mesos de vida. L'arbre genealògic suggeria que estava lligat al cromosoma X.
L'any 1993, es va identificar la posició del cromosoma X mitjançant la clonació posicional i que pertanyia a una família d'ATPases transportadores de cations.
La descripció dels nous casos va portar a l'atenció clínica, bioquímica i patològica de la malaltia, confirmant-la com una clínica i patologia úniques.

## Descripció de la malaltia i quadre clínic

### Descripció de la malaltia
El coure és un oligoelement amb una importància essencial en els diversos processos metabòlics.
La Síndrome de Menkes és produïda per una deficiència dels nivells normals de coure en l'organisme degut a l'absència o defecte de 2 ATPases transportadores del coure codificades pel gen ATP7A. Hi ha altres malalties relacionades amb les alteracions metabòliques del coure com la malaltia de Wilson (gen ATP7B) i la SHO (el cas més lleu de la Síndrome de Menkes (OHS). La patologia, la clínica i les manifestacions associades són completament diferents en unes i altres. Tant en la Síndrome de Menkes com la SHO són degudes a una deficiència del coure, però la malaltia de Wilson està relaciona amb un excés d'aquest.
Hi ha una gran varietat de mutacions que es produeixen en el gen causant de la malaltia. Han estat descrites prop de 357 mutacions diferents.
La Síndrome de Menkes té una incidència baixa, estimada entre 1/100000 – 1/250000 naixements. Com qualsevol altra síndrome lligada al cromosoma X afecta en major proporció als homes.

### Quadre clínic
A partir dels 2-3 mesos d'edat comencen a veure’s els primers símptomes de la malaltia. Així, encara que durant les 8-10 primeres setmanes de vida, els individus presentin unes bones condicions de salut, les conseqüències inevitables del ràpid procés neurodegeneratiu que sofreixen, fa que no solguin aconseguir el primer any de vida.
Al mateix temps, els individus presenten alteracions en els teixits, així com en el pèl, a més de convulsions, hipopigmentació, alteracions del sistema vascular, pell laxa, hipotonia muscular, osteoporosi i anormalitats en les artèries. Els pacients, són propensos a les infeccions pulmonars, del tracte urinari així com septicèmia. La majoria de símptomes s'observen després dels 2 mesos i és molt senzill realitzar el diagnòstic de la malaltia. Pel qual trobem diverses proves com: electroencefalogrames, ressonàncies magnètiques cerebrals, cistografia, ecografia o radiografies.
Una vegada han aparegut els símptomes neurodegeneratius, un tractament injectant histidina-coure és massa tarda. Un diagnòstic precoç i un tractament a temps seria la solució. Anormalitats del cuir cabellut o la hipotèrmia temporal poden ser clau per a això. Doncs s'observen abans de l'aparició dels símptomes neurodegeneratius. No obstant això, també poden donar-se casos en individus sans, com a nens prematurs.
El tractament actual es basa en l'administració de coure (courehistidina) però que no impedeix el progrés neurodegeneratiu, tot i que una ràpida injecció podria corregir alguns dels efectes.Si el tractament tingués una eficàcia prematura, podria prevenir i ser eficaç en alguns pacients. La majoria moren abans dels 3 anys i no existeix una cura de la malaltia.
Actualment s'està investigant un tractament en el qual a més de la courehistidina s'afegeix la presa d'administració oral de disulfiram.

## Estructura de la proteïna ATP7A
La proteïna ATP7A és un membre de l'ampla família d'ATPases de tipus P que utilitzen l'energia de les proteïnes de membrana que funcionen com bombes de cations. Se les anomena ATPases del tipus P perquè formen un grup intermedi fosforilat durant el transport de cations a través d'una membrana. També inclouen les bombes de sodi-potassi (Na+/K+) i protons-potassi (H+/K+), així com les bombes de Ca2+ que es troben a la membrana plasmàtica i al reticle endoplasmàtic.
L'ATP7A transporta el coure a través de la membrana utilitzant l'energia alliberada en la hidròlisi d'ATP (transporta el coure en contra de gradient). Els dominis implicats en el cicle catalític de la proteïna són el domini d'unió al nucleòtid (N-Domini), domini de fosforilació (P-Domini) i domini d'activació (A-Domini). El transport i la translocació del coure 2+ requereix seqüències específiques d'aminoàcids especials i estructures de reconeixement, unió i translocació del metall a través de la membrana. Aquestes seqüències contenen cisteïna (C) els residus, que desenvolupen un paper important en la unió del coure.
L'ATP7A N-terminal té sis unions metall-domini (MBD 1-6), cada un dels quals conté una seqüència MTXCXXC concret. El coure s'uneix a un d'aquests dominis en la forma reduïda (Cu+). Se suposa que els dos MBDs més propers als dominis transmembrana (MBD5 i MBD6) són importants per a l'activitat funcional de la proteïna, i almenys un d'aquests dos llocs és necessari per al seu normal funcionament. Els primers quatre dominis d'unió amb el metall (MBD 1-4) es creu que tenen una funció reguladora. La interacció entre ATP7A i la ATOX1 xaperona del coure es produeix a través d'aquests dominis.
L'ATP7A es troba lligat a la membrana a través de vuit dominis transmembrana hidròfobs, que formen un canal per a la translocació del coure a través de la membrana, i el motiu CPC dins realitzarà un paper directe en la transferència del coure.

## Metabolisme cel·lular del coure
El coure és el tercer oligoelement més abundant en el cos, després de ferro i zinc. La seva importància es veu reflectida en la gran quantitat de processos metabòlics en els que la seva presciència és necessària per al normal funcionament de diversos enzims. El coure és present en la respiració cel·lular (citocrom-c oxidasa (COX)); biosíntesi de neurotransmissor (dopamina b-hidroxilasa); maduració d'hormones peptídiques (peptidil-amidación d'un enzim); eliminadors de radicals lliures (superòxid dismutasa); reticulació d'elastina, col·lagen (lisil oxidasa) i queratina (sulfhidril oxidasa), la producció de melanina (tirosinasa) i ferro homeòstasi (ceruloplasmina i hephaestin). El coure està implicat a més en la mielinització, en la regulació del ritme circadiari, i també pot ser necessària per a la coagulació i l'angiogènesi.
Per tal d'entendre millor la importància del metall en el nostre organisme resulta interessant fer un incís en el procés metabòlic cel·lular del coure és interessant en el TGN.
En el Trans Golgi Network (TGN), es troben units a la seva membrana dues coure-ATPases específiques, l'ATP7A i l'ATP7B (defectuós en MD i la malaltia de Wilson, respectivament), que s'encarreguen de la transferència del coure a través de la membrana cap al lumen del TGN. L'ATP7A s'expressa en gairebé tots els òrgans excepte el fetge, on s'expressa predominantment ATP7B. En concordança amb això es reflecteix per què MD és una malaltia sistèmica, mentre que en la malaltia de Wilson, principalment el fetge es veu afectat.
ATP7A (i ATP7B) té una doble funció dins la cèl·lula: a part d'ajudar al funcionament dels enzims en la via secretora, és el responsable de l'acció del conductor d'ATP que s'encarrega de transportar el coure de les cèl·lules allí on és necessitat. Sota una normal concentració fisiològica del coure l'ATP7A es localitza a TGN, transportant coure del lumen als enzims dependents de coure. Així mateix, sota un augment de les concentracions de coure l'ATP7A és transloca a les vesícules o a la membrana plasmàtica.

## Homeòstasi del coure a la Síndrome de Menkes
L'eliminació del coure de les cèl·lules és el fenomen bàsic en la síndrome de Menkes, i en conseqüència, gairebé tots els teixits excepte fetge i cervell acumularan coure a nivells anormals. Tot i que es manté alt, el nivell de coure mai no arribarà a assolir estats tòxics per a l'organisme. Això és deu en part a una disminució de l'absorció intestinal de coure a causa de defectes d'exportació de coure de la mucosa epitelial, i també degut a la funció d'eliminació de metal·lotioneïna
En el fetge de pacients MD, el baix contingut en coure es deu al requeriment del metall en altres teixits, en lloc de la pertorbació del metabolisme del coure, com succeeix en el fetge normal ATP7B, però no ATP7A, el qual és el principal transportador de coure.
La raó pel baix contingut de coure en el cervell dels pacients amb MD és no obstant diferent. (El cervell dels mamífers és un dels òrgans més rics en coure del seu organisme). La regulació del coure en el cervell es troba avui en dia encara desconeguda però s'intueix que l'ATP7A ha de participar en aquest procés perquè el MD condueix a baixos nivells de coure en el cervell.
La desmielinització de les neurones s'observa també en MD pacients a causa de la inactivació de l'ATP7A.
La mediació de l'alliberament de coure per l'ATP7A relacionada amb l'activació del receptor NMDA suggereix un nou paper d'aquesta proteïna en la disfunció cerebral que no sigui a través de la privació de coure-dependent enzimes. És, per tant, probable que les convulsions i la degeneració neuronal observada en els pacients amb MD també pot estar relacionat amb una transmissió neuronal alterada a través d'alteració de la funció de receptors NMDA.

## Genètica
La síndrome de Menkes (MD) es deu a trastorns recessius lligats al cromosoma X, i, per tant, és considerablement més comú en homes, perquè les dones necessiten dos al·lels defectuosos per al desenvolupament de la malaltia. Els pacients diagnosticats amb MD tenen una extensa varietat de mutacions en el gen ATP7A, localitzat en el cromosoma Xq21.1.
S'han quantificat aproximadament 357 mutacions diferents que afecten a la proteïna, provocant l'adquisició del MD, des de substitucions d'un únic aminoàcid fins a extenses delecions del cromosoma. Les delecions i insercions, les mutacions amb canvi de sentit o contrasentit, les delecions parcials i les que són un tipus de mutacions genètiques que introdueixen o eliminen un determinat nombre de nucleòtids en el lloc on el procés de splicing amb la consegüent eliminació d'un intró té lloc durant el pas d'ARNm immadur a ARNm madur. A més, l'anàlisi genètica indica que aproximadament el 75% de les mares dels pacients són portadores, mentre que el 25% restant no. Aquesta observació suggereix que els malalts de MD han adquirit noves mutacions en el gen ATP7A. Casos de *MD en dones han estat descrits, però són rars. La majoria de les dones que pateixen de MD tenen una mutació translocacional i autosomal del cromosoma X, mentre que el cromosoma X normal està preferentment desactivat. No obstant això, s'han observat també dones malaltes de *MD amb mutacions puntuals i inactivacions esbiaixades del cromosoma X.

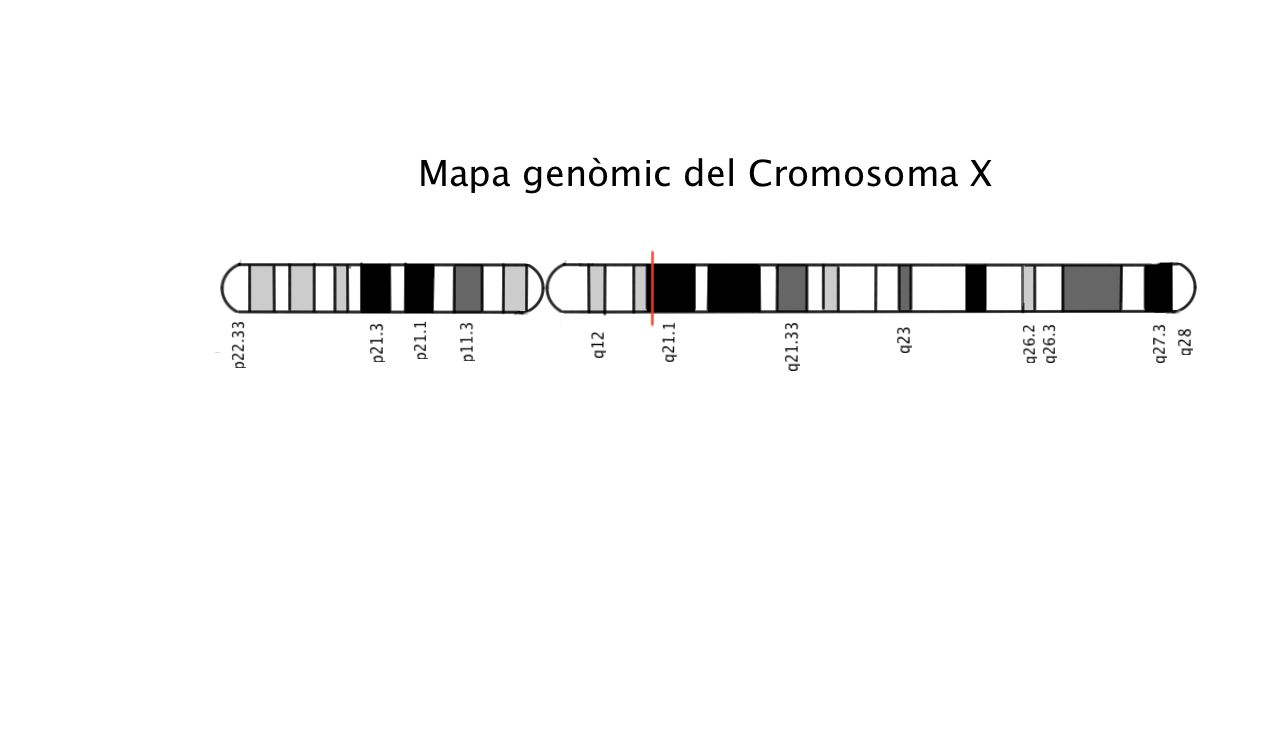

La seqüència transcrita del gen ATP7A està organitzada en 23 exons. De les mutacions observables per al gen ATP7A, aproximadament el 25% d'elles són grans delecions que van des d'un únic exó fins a la deleció del gen sencer excepte pels dos primers exons. De les mutacions puntuals (delecions, insercions, duplicacions), aproximadament la meitat són mutacions truncants, que donen com a resultat una proteïna truncada no funcional. Aquestes mutacions són distribuïdes de forma igual a través del gen, i són les causants dels efectes perjudicials de la proteïna. Un aspecte interessant de la distribució de les mutacions és que en els dominis de la proteïna ATP7A encarregats d'unir el coure codificats pels exons 2-7, no s'observen mutacions contrasentit o “missense”. Això suggereix, que variacions en aquesta regió són més acceptables i no necessàriament porten a l'aparició de MD. Gairebé totes les mutacions contrasentit causants de la malaltia que afecten els residus, estan dins de les regions conservades entre les ATPases.
Moltes de les mutacions contrasentit han estat estudiades per observar el seu efecte en la funció de la proteïna. Les mutacions poden afectar la síntesi proteica, l'estabilitat de la proteïna, el procés d'adreçament i localització d'aquesta, l'activitat catalítica i a modificacions post-traduccionals. Aquest tipus de mutacions poden portar a variants de la proteïna, parcialment funcionals a causa de la substitució d'un únic aminoàcid. Per contra, aquestes mutacions són difícilment tolerades en els dominis catalítics com el domini A- i el P-.

## Tractament
La síndrome de Menkes porta a una degeneració progressiva que pot provocar la mort als primers anys de vida en les seves formes més greus, encara que alguns pacients han sobreviscut per sobre dels 5 anys.
El tractament en la majoria de casos és principalment simptomàtic i la majoria d'informes clínics recomanen que l'atenció és un factor important en la millora de la supervivència. Això no obstant, l'atenció mèdica curativa i possiblement l'administració de coure pot allargar la vida útil fins als 13 anys o fins i tot més.
El tractament específic per a la malaltia consisteix a proporcionar coure extra als teixits i als enzims dependents de coure. El coure no es pot administrar per via oral, ja que es troba atrapat a l'intestí, així que la seva administració ha de ser per via parenteral o subcutània.
Entre els compostos de coure disponible, s'ha demostrat que la histidina-coure és el més eficaç. La seva eficàcia també depèn d'una iniciació ràpida del tractament i la presència d'algun ATP7A parcialment funcional.
L'administració ràpida parenteral del suplement de coure-histidina pot modificar substancialment la progressió de la malaltia. Tots els pacients tractats amb aquest suplement demostren clarament un curs neurològic més lleu, sense convulsions; de lleu a moderada atàxia; i un desenvolupament intel·lectual gairebé normal.
Alguns problemes relacionats amb la insuficiència autonòmica, tals com la hipotensió postural i la diarrea crònica persisteixen, i aquests símptomes poden ser corregits per L-DOPS. Això no obstant, el tractament de coure-histidina no pot evitar anomalies esquelètiques i els pacients desenvolupen algunes de les característiques comuns a pacients amb la síndrome de Menkes més lleu (SHO) http://emedicine.medscape.com/article/946985-treatment.
En l'administració del suplement coure-histidina per via subcutània també s'han observat resultats positius. Tot i això, el tractament amb coure-histidina no es pot acceptar com una cura definitiva per a la Síndrome de Menkes, encara que hagin hagut alguns resultats exitosos.

## Mètodes diagnòstics
El diagnòstic inicial de la Síndrome de Menkes està marcat per les característiques clíniques (especialment pels canvis típics en el cabell) i està recolzat per la demostració de la reducció dels nivells de coure i ceruloplasmina sèrica. Això no obstant, en el període neonatal aquestes marcadors han de ser interpretats amb precaució, ja que els seus nivells també són baixos en els recents nascuts sans.
En aquest període l'anàlisi de catecolamines en plasma (relació de la dihidroxifenilalanina, DOPA; amb el dihodroxifenilglicol), indicativa de la dopamina b-hidroxilasa, és una opció per a un diagnòstic ràpid, ja que uns nivells baixos o dèficit de dopamina b-hidroxilasa serveixen per a diagnosticar la malaltia.
Altres investigacions de laboratori com la cistouretrografia, arteriografia, tomografia computada, ressonància magnètica o radiografies són útils per a detectar diverses característiques clíniques de la síndrome de Menkes.
Les radiografies dels pacients amb síndrome de Menkes clàssica mostren una sèrie d'anomalies específiques que són una reminiscència del dèficit de coure i l'escorbut. Aquests canvis inclouen osteoporosis generalitzada, estolons en els ossos llargs, reacció periòstica diafisaria i engrossiments, i ossos wormians en les sutures cranials. La fractura de les costelles degut a l'osteoporosi és comú en la majoria dels pacients i pot conduir al mal diagnòstic de la síndrome del nen maltractat. En els pacients amb un cas lleu de la síndrome les banyes occipitals són característiques en les radiografies. Aquestes protuberàncies es poden trobar al voltant dels 1 o 2 anys, però generalment es detecten dels 5 als 10 anys. Segueixen creixent fins que la persona esdevé adult.
La microscòpia òptica del cabell mostra pèls individuals que s'enrosquen al voltant dels seus propis eixos (pili roti), amb diàmetres de l'eix variables (moniletrix) i la fragmentació a intervals regulars (tricoclàsia).
Existeix una prova bioquímica definitiva per la Síndrome de Menkes i es basa en l'acumulació de coure intracel·lular degut a l'alteració en el flux de sortida. L'acumulació s'avalua principalment en cèl·lules cultivades, principalment fibroblasts, mesurant els nivells de coure radioactiu (Cu64). Això no obstant, aquestes anàlisis exigeixen coneixements especialitzats i es realitzen només en uns pocs centres especialitzats en tot el món.
L'última prova de diagnòstic de la Síndrome de Menkes és la demostració del defecte molecular de l'ATP7A. Malauradament, la detecció del defecte genètic en una família pot portar temps degut a la gran mida del gen i la varietat de mutacions genètiques observades en diferents famílies.
En les famílies en situació de risc només els fetus masculins han de ser avaluats, i es realitza una determinació ràpida del sexe utilitzant el cromosoma Y (seqüències específiques d'ADN).
En els embarassos d'alt risc on la mutació de la família és desconeguda, l'anàlisi bioquímica segueix sent una possibilitat, mentre que la identificació del defecte genètic pot ser un repte a temps limitat.
En el primer trimestre, el contingut total de coure en les vellositats coriòniques es pot mesurar directament per mètodes sensibles i precisos, com l'anàlisi de l'activació de neutrons i de l'absorció atòmica. En el segon trimestre es mesuren els nivells de coure de cèl·lules en cultiu del líquid amniòtic. Tot i l'eficàcia d'aquests mètodes, existeixen riscs potencials per a aquestes anàlisis.